# Betömött-barlang
A Betömött-barlang jelenleg rombarlang. A Tihanyi-félszigeten, a Balaton-felvidéki Nemzeti Park területén található.

## Leírás
Az Aranyház és a Belső-tó közötti forráskúp É-i részén, annak lábánál van. A Belső-tó partjától 300 m-re D-re található. Tengerszint feletti magassága nagyjából 165 m. A Betömött-barlang csak egy járhatatlan, szűk, 45×15 cm-es résen át van kapcsolatban a felszínnel. A rés kotortságából és a csonthulladékból ítélve alighanem rókák lakhelye. Feltárása például a megismerés és morfológia szempontjából lenne fontos. A jelenleg csekély jelentőségű, rombarlangnak tekinthető objektum feltárása mindenképp indokolt.
1983-ban volt először Betömött-barlangnak nevezve a rombarlang az irodalmában. Előfordul az üreg az irodalmában A Hármas-hegyen lévő lyuk (Eszterhás 1987) és Kőfejtő gejzirürege (Eszterhás 1984) neveken is.

## Kutatástörténet
A barlangot 1928-ban, vagy 1929-ben találták meg kőfejtés közben, ahogy azt Bertalan Károly 1942-ben írta, Verő József bíró és Kántás Gábor gazda elmondása alapján. A Bertalan Károly által lejegyzett adatok szerint az üreg állítólag 15 m mély is van és a Belső-tó alá húzódik. A feltárult barlangba leeresztették Pityinger intéző Gabi fiát, majd Szabó Kálmán is járt benne. Bertalan Károly említi Pekár Miklós kőfejtő nevét is, aki bizonyára többet tud róla: a Hármas-hegyen lévő lyuk, melybe Pityin Gabit leeresztették 4–5 m-re, de nem talált talajt. Odahengergetett sziklákkal eltömték. Halász Árpád 1959-ben leírta az üreget.
Az 1984-ben kiadott, Lista a Bakony barlangjairól című összeállítás szerint a Betömött-barlang (Kőfejtő gejzirürege) nevű üreg a 4463-as barlangkataszteri területen, a Tihanyi-félszigeten, Tihanyban helyezkedik el. A posztvulkánikus üreg be van tömve.
Az Eszterhás István által 1989-ben írt, Magyarország nemkarsztos barlangjainak listája című kéziratban az olvasható, hogy a Bakony hegységben, a 4463-as barlangkataszteri területen, Tihanyban lévő Betömött-barlang gejziritben alakult ki. Az ismeretlen méretű barlang be van tömve. A listában meg van említve az a Magyarországon, nem karsztkőzetben kialakult, létrehozott 220 objektum (203 barlang és 17 mesterséges üreg), amelyek 1989. év végéig váltak ismertté. Magyarországon 40 barlang keletkezett gejziritben. Az összeállítás szerint Kordos László 1984-ben kiadott barlanglistájában fel van sorolva 119 olyan barlang is, amelyek nem karsztkőzetben jöttek létre.
Az Eszterhás István által 1993-ban írt, Magyarország nemkarsztos barlangjainak lajstroma című készült kéziratban meg van említve, hogy a Bakony hegységben, a 4463-as barlangkataszteri területen, Tihanyban helyezkedik el a Betömött-barlang. A gejziritben keletkezett, ismeretlen méretű barlang be van tömve. Az összeállításban fel van sorolva az a Magyarországon, nem karsztkőzetben kialakult, létrehozott 520 objektum (478 barlang és 42 mesterséges üreg), amelyek 1993 végéig ismertté váltak. Magyarországon 40 barlang, illetve mesterségesen létrehozott, barlangnak nevezett üreg alakult ki, lett kialakítva gejziritben. A Bakony hegységben 123 barlang jött létre nem karsztkőzetben. A 2001. november 12-én készült, Magyarország nemkarsztos barlangjainak irodalomjegyzéke című kézirat barlangnévmutatójában szerepel a Betömött-barlang. A barlangnévmutatóban fel van sorolva 8 irodalmi mű, amelyek foglalkoznak az üreggel.

## További irodalom
- Bertalan Károly: Feljegyzések. Kézirat, 1942. (A kézirat megtalálható a Magyar Állami Földtani Intézet Adattárban.)
- Eszterhás István: A Bakony barlanglajstroma. Kézirat, 1983. (A kézirat megtalálható a Bakonyi Természettudományi Múzeumban, Zirc.)
- Eszterhás István: A Tihanyi-félsziget barlangkatasztere. Kézirat. Isztimér, 1984. (A kézirat megtalálható a Magyar Karszt- és Barlangkutató Társulat Adattárában és a KvVM Barlang- és Földtani Osztályon.) (Néhány oldallal és fényképpel bővebb, mint az 1987-es nyomtatott változat. A kéziratot csak barlangonként szétdarabolva láttam.)
- Eszterhás István: A Bakony nemkarsztos barlangjainak genotipusai és kataszteri jegyzéke. Kézirat. Budapest, 1986. Szerződéses munka az Országos Környezet- és Természetvédelmi Hivatalnak.
- Halász Árpád: A tihanyi gejziritek barlangüregei. Kézirat, 1959. (A kézirat megtalálható Zákonyi Ferenc magánkönyvtárában, Balatonfüreden.)
- Hoffer András: A Tihanyi félsziget vulkáni képződményei. Földtani Közlöny, 1943. (73. köt.) 375–429. old.